# Fille d'Egtved
La jeune femme d’Egtved (Egtvedpigen en danois) est une jeune femme qui vivait durant l’Âge du bronze danois et dont le corps momifié a été trouvé en 1921 dans les environs d'Egtved, dans la municipalité de Vejle, au Jutland, au Danemark. Elle était originaire du Sud de l'Allemagne et est morte vers 1370 av. J.-C., à un âge compris entre 16 et 18 ans.

## Historique
La jeune femme d’Egtved a été découverte le 24 février 1921 par un paysan, Peder Platz, alors qu'il tentait d'égaliser le terrain de son champ. C'est ainsi qu'il découvrit au milieu d'un ancien tumulus un grand cercueil constitué d'un tronc de chêne évidé. Son voisin P.S. Pedersen, appelé à la rescousse, estima qu'il s'agissait d'une véritable trouvaille, et le lendemain les deux hommes expédièrent un courrier au musée national du Danemark :

« Comme j’ai trouvé un tronc creux en travaillant à l’aplanissement d'un môle au milieu de mes champs, je suppose qu'il s'agit d'une vieille tombe et que celle-ci pourrait intéresser le musée. C’est pourquoi j'ai interrompu mon travail. »

Le directeur du musée national du Danemark, Sophus Müller, pria son correspondant, moyennant dédommagement, d’extraire et de conserver le cercueil, jusqu'à l'arrivée des équipes du musée qui intervinrent sur place les 5 et 6 mars 1921, avant transfert du corps et du cercueil au musée national de Copenhague le 7 mars.
Peder Platz ayant marqué en 1930 l'emplacement de sa découverte d'une pierre, la commune d'Egtved, qui souhaitait depuis longtemps reconstituer le tumulus, procéda en 1980 à de nouvelles fouilles sur le site. Elles ont permis de démontrer qu'à l'origine le tumulus avait un diamètre d'une vingtaine de mètres. En outre, à l'ouest du tumulus, les vestiges d’une tombe à urne datant d'environ 500 av. J.-C. ont été mis au jour.

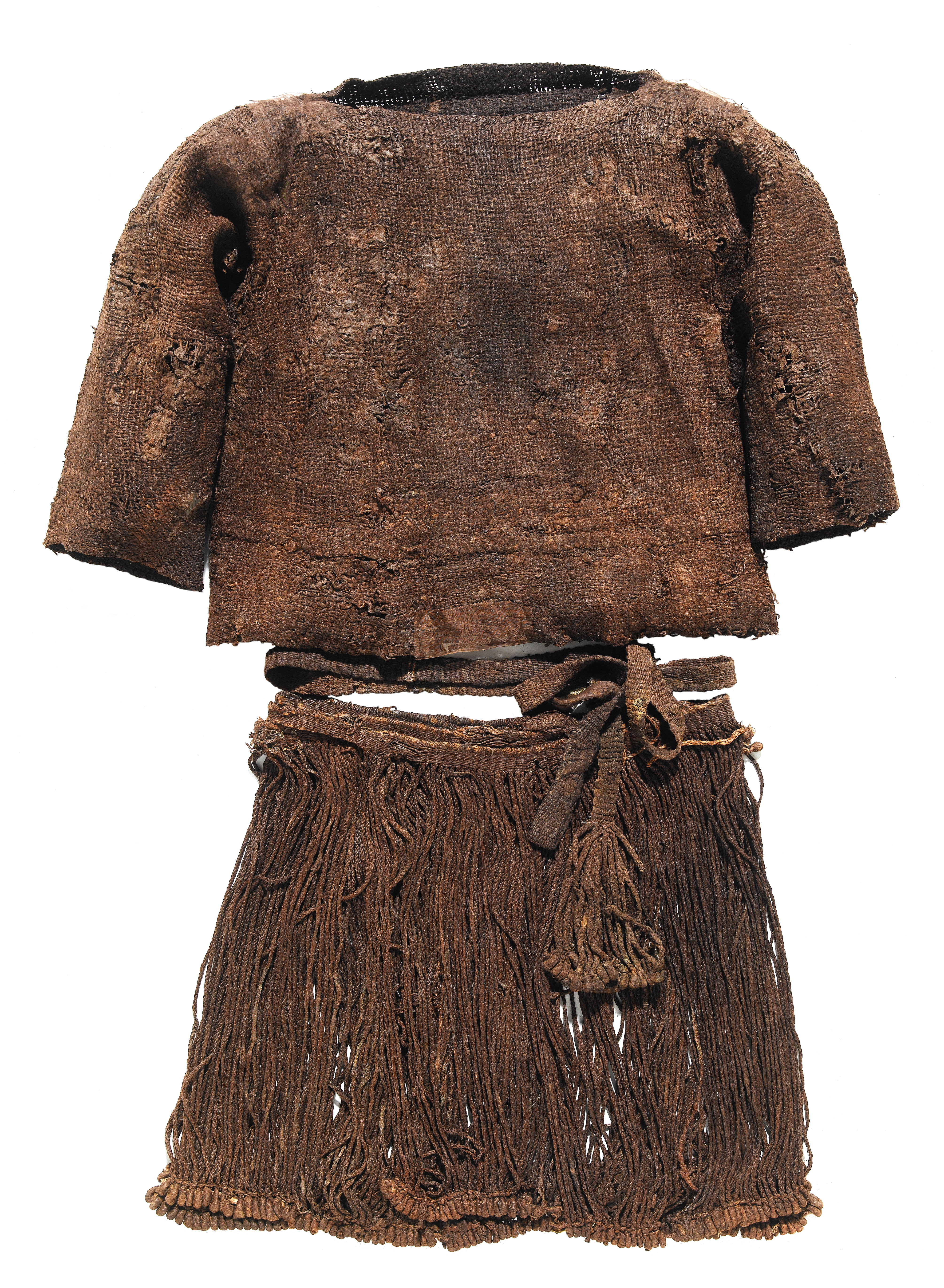
Costume de la jeune femme d'Egtved

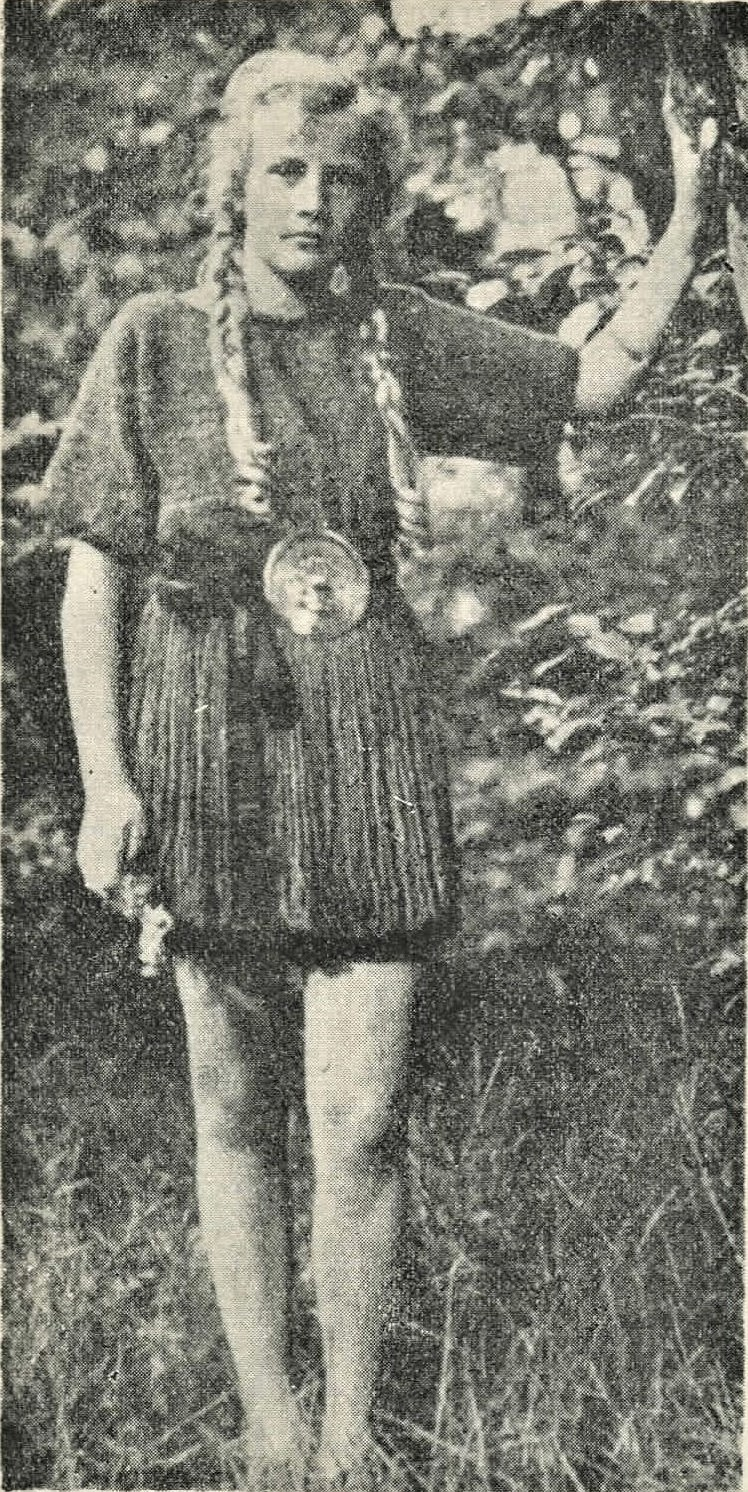
Reconstitution de la jeune femme d'Egtved

Salle de la sépulture d'Egtved au musée national du Danemark

## La sépulture
La sépulture de la jeune femme d'Egtved est l'une des mieux conservées et des plus documentées de l'Âge du bronze en Europe, grâce aux précautions prises par Peder Platz et son voisin lors de la découverte, et grâce aux conditions de conservation particulières au tumulus qui ont favorisé la subsistance d’une grande partie des matières organiques de la défunte.
Le corps avait été déposé dans un cercueil constitué d'un tronc de chêne de 2 à 2,18 m de long et creusé intérieurement sur 1,80 m. La date d’abattage de l’arbre, déterminée par dendrochronologie, se situe vers 1370 av. J.-C., et l’on peut supposer que l’inhumation de la jeune fille a suivi de près.
Le corps de la défunte était enroulé dans une peau de bœuf très bien conservée. Cette peau recouvrait une grande couverture de laine, repliée plusieurs fois autour du corps et le recouvrant entièrement. Certaines parties du corps ont été préservées : outre les dents et certains tissus mous, on a retrouvé les cheveux, coupés court sur le crâne et les épaules, et mi-longs dans le dos. La jeune femme mesurait environ 1,60 m et, d’après les études les plus récentes sur sa dentition, elle était âgée de 16 à 18 ans.
La défunte a été inhumée vêtue et même parée. Elle portait une tunique courte à manches courtes, d'un type que l'on retrouve dans d'autres sépultures de l'Âge du bronze danois (Borum Eshoj, Skrydstrup), cousue d'une seule pièce et fermée dans le dos selon un T.
Sur les hanches, la jeune femme d'Egtved portait une jupe de nattes, ou plus exactement une jupe de fils de laine étirés (les jupes de cette période étaient faites de laine de mouton), qui descendait à hauteur des genoux. D'autres jupes de ce type ont été trouvées dans d'autres tombes, mais elles sont souvent moins bien conservées qu'à Egtved.
La jeune femme portait à la taille une ceinture torsadée ornée d'une plaque-boucle en bronze, simplement nouée. Outre une boucle d'oreille en bronze, la défunte portait deux bracelets de bronze et un peigne en os à la ceinture. Ces ornements sont typiques des sépultures princières de l'Âge du bronze danois (1800 - 530 av. J.-C.) dans le Jutland méridional.
Le bas du cercueil renfermait un grand bol en écorce de bouleau, qui comportait des résidus d'une boisson (de la bière parfumée au miel ou de l’hydromel) contenant du pollen d'au moins 55 variétés de plantes différentes, dont de l'achillée millefeuille. Ces nombreuses traces de végétaux démontrent que l’inhumation s’est déroulée en été. À côté du visage de la défunte, un autre récipient en écorce de bouleau contenait les ossements calcinés d'un garçonnet âgé de 5 à 7 ans. Il pourrait s'agir d'un parent ou de la victime d'un sacrifice humain.

## Analyses isotopiques
Les analyses isotopiques du strontium réalisées en 2015 ont révélé que le corps momifié n'était pas celui d'une autochtone du Jutland. Les analyses isotopiques des cheveux, des dents et des ongles de la jeune fille montrent en effet qu'elle était originaire du massif de la Forêt-Noire. Karin Margarita Frei a démontré par l'analyse des isotopes du strontium des cheveux les plus longs que la jeune femme n'est arrivée au Danemark que peu de temps avant sa mort, moins d'un mois avant son décès.
Ces analyses montrent également que la jeune femme avait beaucoup voyagé au cours des deux dernières années de sa vie, ayant fait trois fois le trajet entre la Forêt-Noire et Egtved,.
Cependant, Thomsen et Andreasen ont démontré en 2019 que les données isotopiques du strontium obtenues dans la zone entourant la tombe et utilisées par Frei et al pour la comparaison avec les restes avaient été contaminées par le strontium supplémentaire contenu dans la chaux agricole utilisée dans l'agriculture moderne dans la région d'Egtved. Lorsque Thomsen et Andreasen ont analysé des échantillons locaux provenant de lieux non contaminés par l'agriculture moderne, ils ont constaté que l'éventail des valeurs isotopiques du strontium dans le milieu naturel environnant correspondait à celui de la jeune fille. Les résultats de Thomsen et Andreasen montrent que la jeune fille a vécu environ la moitié de l'année dans une région - probablement la vallée de la rivière à Egtved - et l'autre moitié de l'année dans un autre endroit - probablement le plateau local, peut-être en pratiquant l'agriculture de transhumance et les mouvements pastoraux saisonniers dans une petite région.

## Interprétation
La taille imposante du tumulus, plus de 20 mètres de diamètre, et les offrandes déposées dans la tombe indiquent que la jeune femme d'Egtved occupait une position sociale élevée. Plusieurs représentations de jeunes femmes de l'Âge du bronze laissent supposer qu'elles jouaient un rôle religieux dans leur communauté.

## Conservation
Les vestiges trouvés à Egtved sont exposés au musée national du Danemark, à Copenhague.
Un chalet présentant le site a été édifié en 1980 par la commune d'Egtved à côté du tumulus reconstitué, en collaboration avec le musée historique de Vejle. On peut y voir des photos du contenu du cercueil de chêne.